# Bravo Otto
Bravo Otto — немецкая премия, которая вручается за достижения в кино, музыке, телевидении. Победителей выбирают читатели молодёжного журнала Bravo. Премия учреждена в 1957 году и вручается в виде золотой, серебряной или бронзовой статуэтки.
Первоначально награждались только актёры кино, с 1960 года премия вручалась также музыкантам. В настоящее время премия присуждается в одиннадцати категориях: «лучший киноактёр», «лучшая киноактриса», «лучший актёр телевидения», «лучшая актриса телевидения», «лучший певец», «лучшая певица», «лучший рэпер», «лучшая рок-группа», «лучшая поп-группа», «комедийная звезда» и «звезда интернета».
С 1994 года церемония награждения транслируется на телевидении. Премия также вручается в европейских странах, где издаются региональные выпуски журнала (например, в России, Чехии и Польше).

## Победители (золото — серебро — бронза)

### 1957
- актёр: Джеймс Дин — Хорст Буххольц — Берт Ланкастер
- актриса: Мария Шелл — Джина Лоллобриджида — Роми Шнайдер